# Нела Поціскова
Нела Поціскова (словац. Nela Pocisková; нар.. 4 жовтня 1990, Братислава) — словацька співачка та актриса.

## Євробачення
Разом зі словацьким співаком Камілом Микульчиком Нела Поціскова брала участь в конкурсі пісні Євробачення 2009 - вперше представляючи Словаччину. Вони заспівали дуетом пісню «Let 'tmou». Це був перший виступ учасників Словаччини на Євробаченні після бойкотування цією країною конкурсу з 1999 по 2008 роки.
На Євробаченні дует отримав лише 8 балів, і фінішував на вісімнадцятій (передостанній) позиції в другому півфіналі. На даний момент це найгірший результат Словаччини на цьому конкурсі.

## Інші проєкти
У 2010 році співачка стала переможницею четвертого сезону конкурсу «Let's Dance» (словацького аналога телевізійного конкурсу «Танці з зірками»).

## Пісні
- 2009: Leť tmou (& Каміл Микульчик)
- 2010: Posledný deň (& Vladis)
- 2011: Neviem sa nájsť
- 2012: So In Love
- 2013: Mysterious boy

## Альбом
- 2013: WAR

## Чарти
| Рік  | Пісня                          | SK Top 100 | SK Top 50 | Альбом |
| ---- | ------------------------------ | ---------- | --------- | ------ |
| 2009 | „Leť tmou“ (& Каміл Микульчик) | –          | 33        | -      |
| 2011 | „Neviem sa nájsť“              | 83         | 16        | -      |
| 2012 | „So In Love“                   | 1          | 1         | -      |
| 2013 | „Mysterious Boy“               | 34         | 5         | WAR    |

## Нагороди
| 2011 | Herself | OTO Awards | *Співак (-ка) | Перемога |
| 2012 | Herself | OTO Awards | *Актриса      | #3       |